# Svitlovodsk (huyện)
Huyện Svitlovodsk (tiếng Ukraina: Світловодський район, chuyển tự: Svitlovodsks’kyi raion) là một huyện của tỉnh Kirovohrad thuộc Ukraina. Huyện Svitlovodsk có diện tích 1213 kilômét vuông, dân số theo điều tra dân số ngày 5 tháng 12 năm 2001 là 16647 người với mật độ 14 người/km2. Trung tâm huyện nằm ở Svitlovodsk.